# Схонло
Схонло (нід. Schoonloo) — село в нідерландській провінції Дренте. Входить до муніципалітету А-ен-Гюнзе.
Його площа становить 0,72 км², а населення станом на 2021 рік складало 180 осіб.
Перша згадка про населений пункт датується 1328 роком.

## Галерея

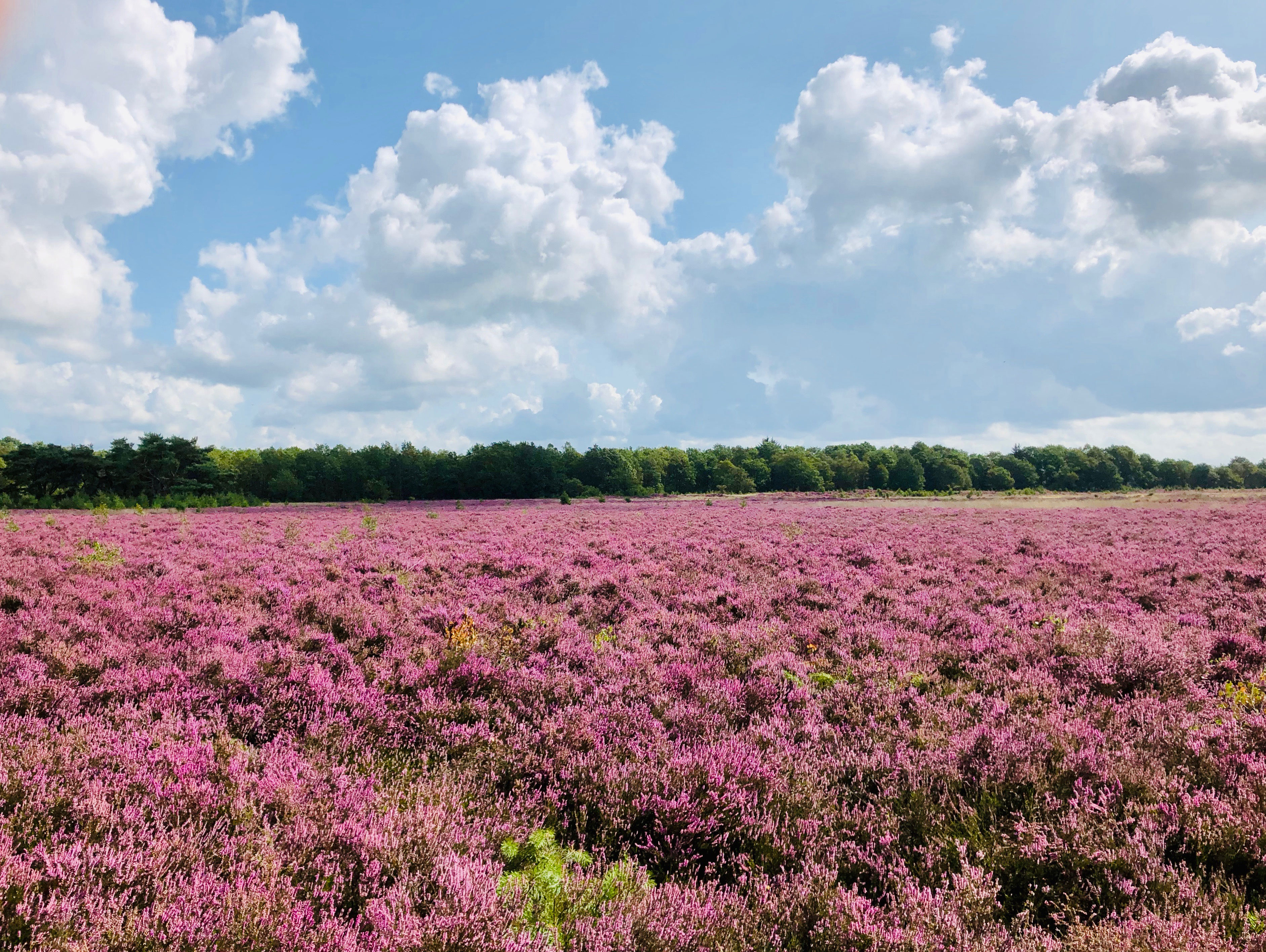
Пустище поблизу Схонло
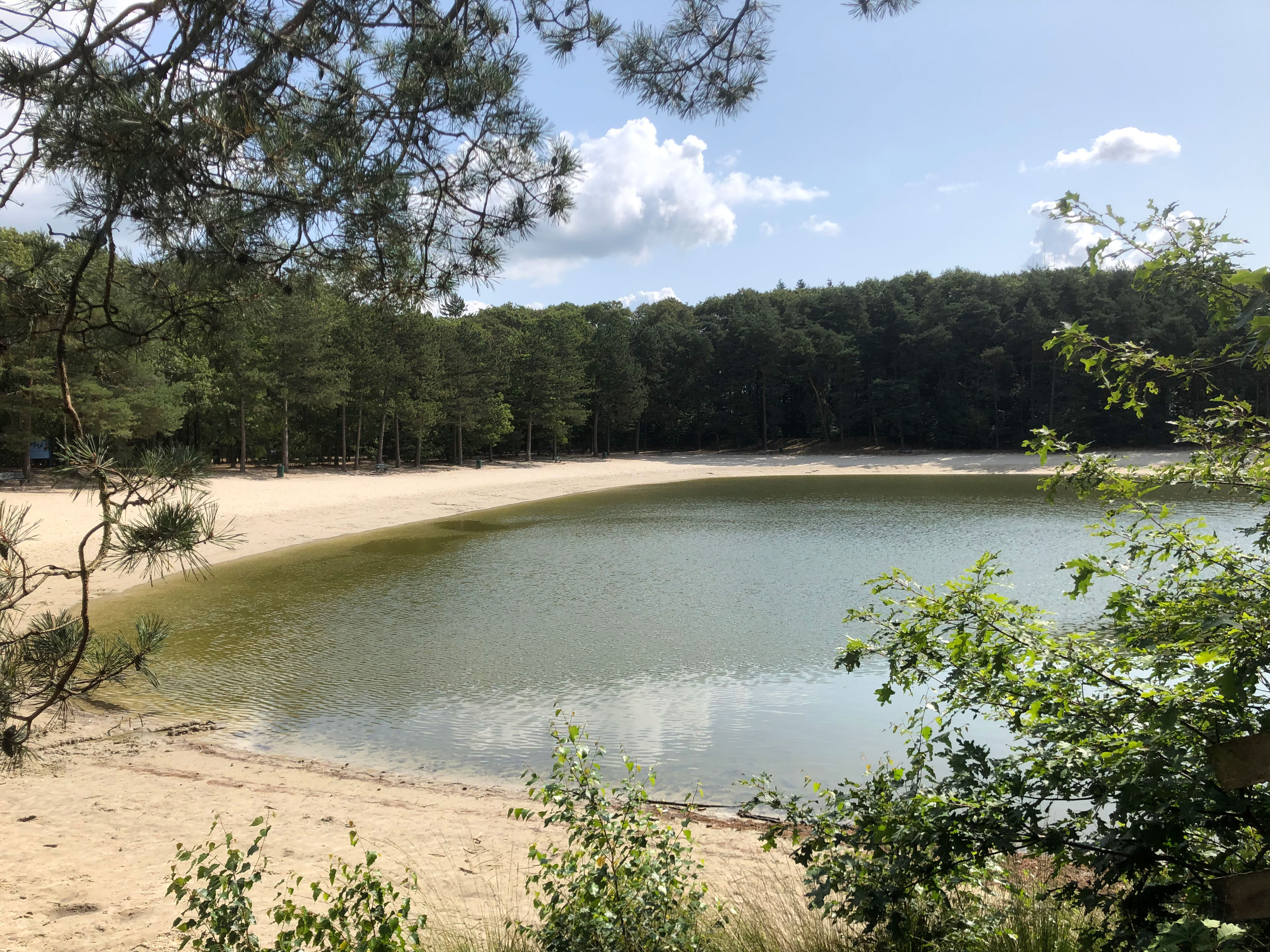
Озеро у селі
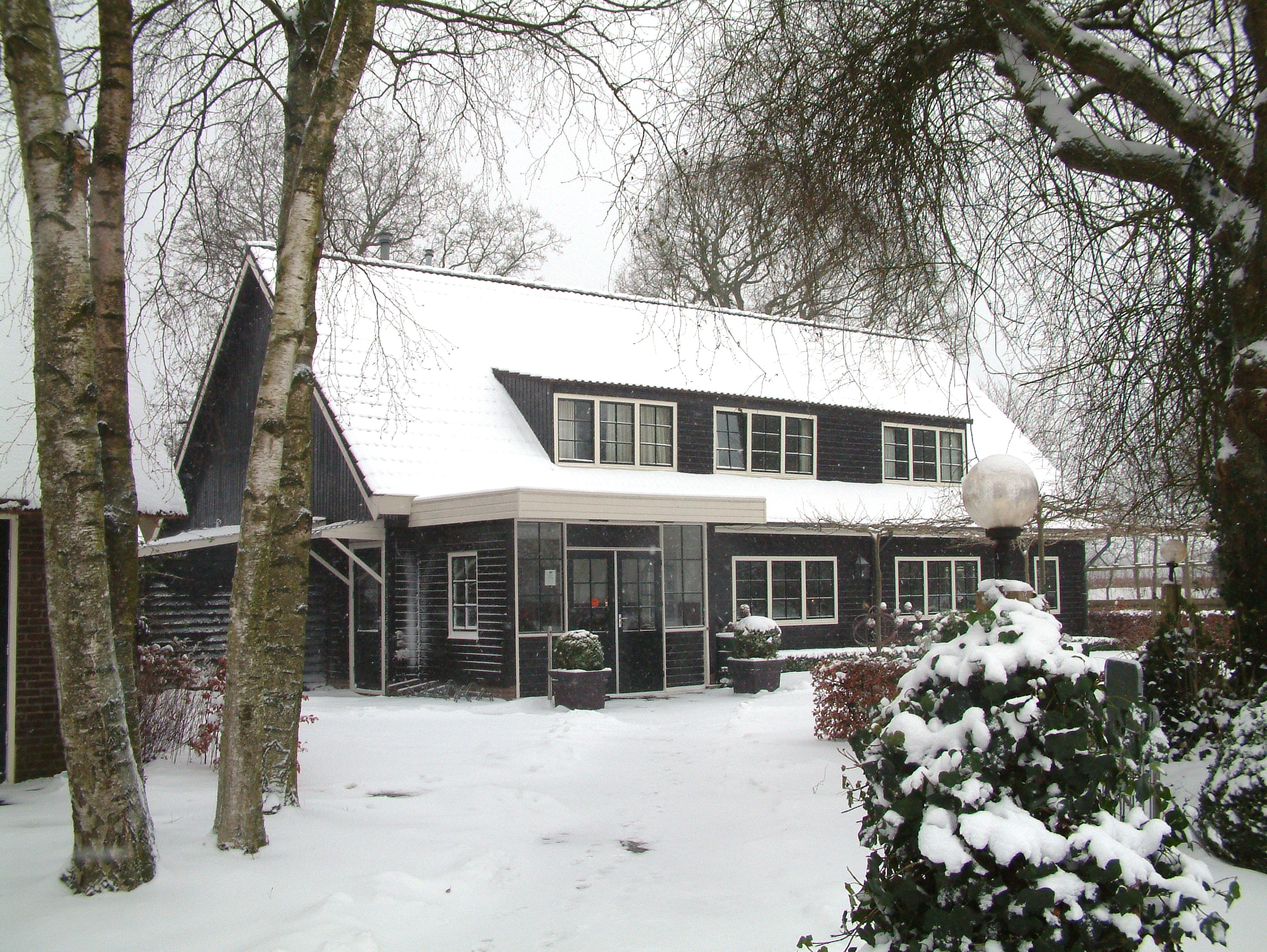
Трактир De Loohoeve
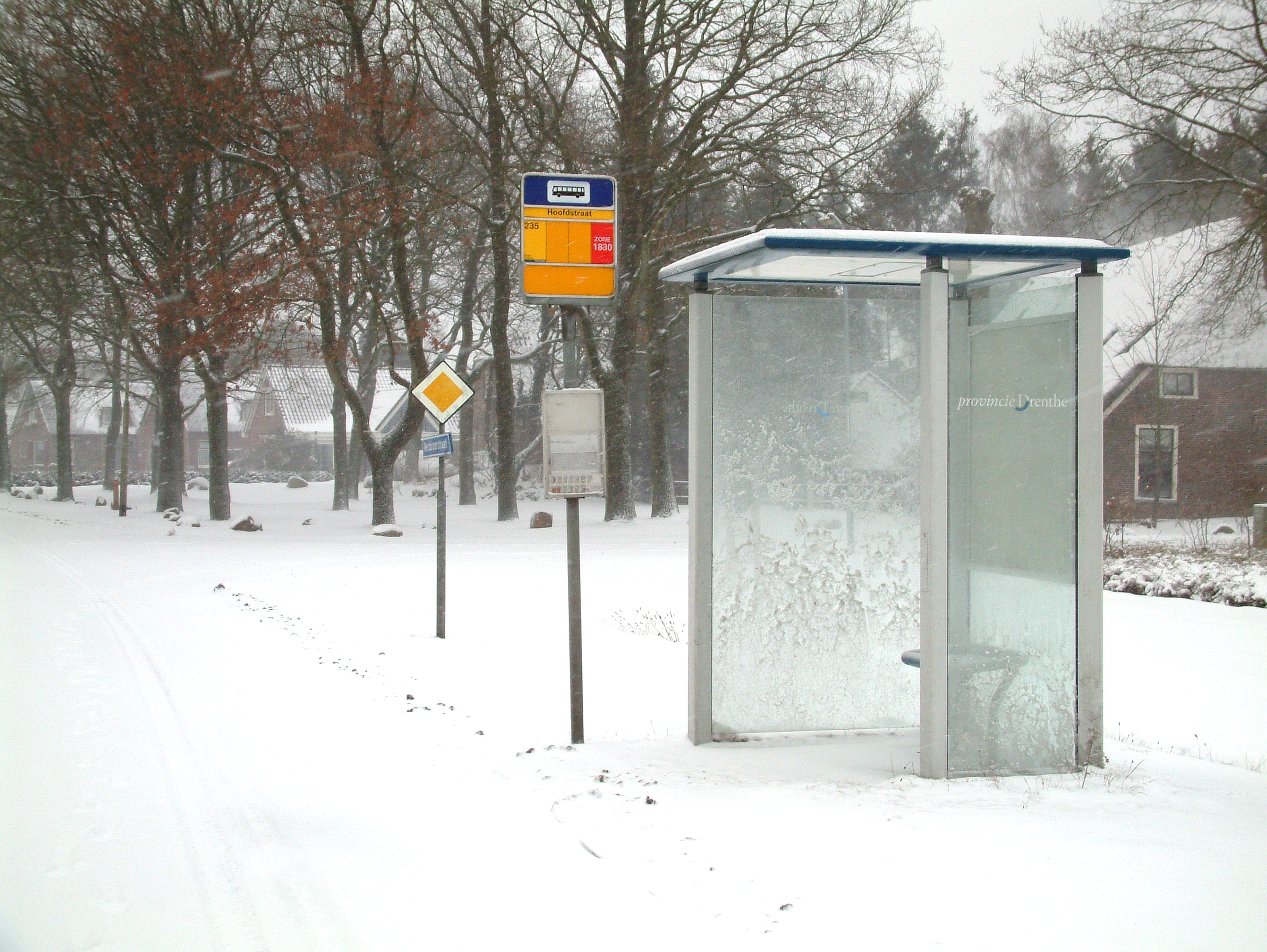
Автобусна зупинка